# 松井一實
松井 一實（まつい かずみ、1953年〈昭和28年〉1月8日 - ）は、日本の政治家、厚生労働官僚。広島県広島市長（4期）、全国市長会会長（第31代）。

## 来歴
広島県広島市東区牛田出身。広島市立牛田小学校、広島市立牛田中学校、広島市立基町高等学校、京都大学法学部卒業。1976年、労働省入省。同期に金子順一元厚生労働事務次官、井原勝介元岩国市長など。本省勤務の他、在英国日本国大使館で一等書記官を務めた。同期の金子官房長の部下として官房総括審議官を務めたのち、2008年、中央労働委員会事務局長を最後に退官した。

### 広島市長に就任
広島市議会には元々自由民主党系会派が複数（「自由民主党・保守クラブ」「市政改革・地域デザイン・無党派クラブ」「爽志会」）存在し、広島市長選挙への対応をめぐっては各会派の対応が分かれ、保守票が分裂した結果、革新系の秋葉忠利市長に三連敗していた。しかし、秋葉が2011年の広島市長選挙への不出馬を表明したため、自民党系市議が結束し、その結果自民党・公明党の推薦を受けて立候補した松井が、秋葉市政の政策を否定する公約を掲げ立候補。2011年4月10日に行われた市長選で、民主党や社会民主党が支持する、秋葉市政下で副市長を務めた総務（旧郵政）官僚豊田麻子などの候補者ら5人を破り、初当選した。同年4月12日、市長に就任。

## 市政

### 秋葉市政の見直し
広島市長就任後、秋葉前市長が推進してきた、下記の各事業の廃止・再検討を行った（詳しくは秋葉忠利#広島市長時代参照）。また、秋葉市政時代に悪化していた広島県庁及び広島市議会との関係改善にも言及した。
- ヒロシマ・オリンピック構想（2020年夏季オリンピック）の白紙撤回
- 旧市民球場跡地利用の再検討
- オバマジョリティ・キャンペーン撤廃及び折り鶴長期保存の再考
- 広島西飛行場市営化を断念

### 平和のための活動
秋葉の推進してきた政策については変更を示唆したが、核兵器のない世界の実現のための平和市長会議等の活動は継続する意向を表明した。広島平和記念式典にて読み上げる平和宣言に、戦後初となる被爆者の体験談手記を引用した。

### 核・エネルギー政策
福島第一原子力発電所事故に際しては、日本政府に対しエネルギー政策の見直しを要請する考えを示し、歴代広島市長で初めて「脱原発」発言をした。なお、広島市には島根原子力発電所を持つ中国電力の本社がある。

### 新型コロナウイルス感染症対策
2020年5月27日、新型コロナウイルス対策の財源に充てるため、自身と副市長を含む特別職の6月から11月までの月額給与を10％減額する条例案を市議会臨時会に提出した。同日、同条例案は可決された。

### その他

#### パートナーシップ宣誓制度
2021年1月4日、LGBTなど性的少数者のカップルが婚姻に相当する関係にあると認める「パートナーシップ宣誓制度」を導入した。

#### パールハーバーと平和記念公園の姉妹公園協定
2023年6月22日、広島市は米ハワイ州のパールハーバー国立記念公園と広島平和記念公園が姉妹公園協定を結ぶと発表した。5月のG7広島サミットを機に、米側から打診があったという。6月29日、松井は東京の駐日米国大使館を訪問し、ラーム・エマニュエル駐日大使と協定書に調印した。日米間の同様の協定締結は、2016年の岐阜県関ケ原町にある関ケ原古戦場と、南北戦争の激戦地だったゲティズバーグ国立軍事公園の「姉妹古戦場協定」以来2例目。
発表は締結の1週間前で市民との議論はほとんどなく、被爆者団体でつくるグループなどは、協定を結ぶ是非や意義をめぐり、議論を深めるべきだと申し入れた。
2023年9月21日の市議会で、村上慎一郎市民局長が「協定は、原爆投下に関わる米国の責任の議論を現時点で棚上げにし、まずは核兵器の使用を二度と繰り返してはならないという市民社会の機運醸成を図るために締結した」と答弁した。「棚上げ」の表現について、松井は自身と調整済みの文言だったと認め、10月27日の定例記者会見では「問題あったとすることがわからない」と述べた。
松井は11月30日、協定締結を受けて真珠湾を訪問した。

#### 職員研修での教育勅語使用
2023年12月11日、広島市の職員研修で松井が戦前の教育勅語を研修資料に用いていたと報道された。「生きていく上での心の持ち方」と題した項目で「我々の先輩が作り上げたもので良いものはしっかりと受け止め、また、後輩に繫ぐ事が重要」と記述し、教育勅語を引用していた。当選翌年の2012年から、新規採用職員と新任課長級職員の研修で、教育勅語の「爾臣民兄弟に友に博愛衆に及ぼし学を修め業を習い知能を啓発し進んで公益を広め世務を開き」を取り出して講話していた。松井は「教育勅語そのものを再評価すべきとは考えていないが、その中に評価してもよい部分があった事実を知っておくことは大切だ」とコメントし、今後も使用を続けるとした。12月19日の記者会見で「実は民主主義的な発想の言葉が並んでいるが使い方を誤って戦争国家となったためにいまの憲法下では否定されていると研修で説明している。物事を一律に良い悪いとせずに分析する目を持とうという資料として使っている」と述べた。
研修を巡り、被爆者団体や労働組合などが引用に抗議した。広島弁護士会は「教育勅語は国民主権を原理とする日本国憲法および教育基本法とは根本から矛盾するため、憲法尊重擁護義務（憲法99条）を負う公務員である広島市長が、公務員の研修に教育勅語を用いることは明らかに誤り」との会長声明を発表した。

#### 戦争当事国の平和式典招待について
ロシアによるウクライナ侵攻を受け、松井は「式典の円滑な挙行に影響を及ぼす可能性がある」として2022年よりロシア連邦とベラルーシ代表の招待を見送っている。
その一方2023年より始まったイスラエルによるガザ侵攻に対しては「他の国と同じように招待するという基本を貫きたい」としイスラエル代表を2024年の式典に例年通り招待する意向を示した。この対応についてダブルスタンダードではないかと質問した記者に対し「ダブルスタンダードは取っていない。あなたの解釈です」「勝手に想像しないでください」と不機嫌な態度を露わにした。またパレスチナ自治政府の事実上の大使館である駐日パレスチナ常駐総代表部に対しては「日本政府が国家承認していない地域は対象外となる」とし招待していない。これに対しワリード・アリ・シアム駐日パレスチナ代表は「被害者が招待されず、加害者が招待されている」と非難した。なお長崎市はイスラエルの招待を見送る一方パレスチナ自治政府代表を招待しており対応に差が出る形となった。

## 発言

### 「くれ、くれ」
2011年6月16日に、被爆体験記を出版した被爆者らと面会し意見交換を実施したが、その際、被爆者であることを理由として医療費支給を求められたことに触れ、「悪いことではないが、亡くなった人のことを思えば簡単に言える話ではない」、「『くれ、くれ』という権利要求みたいな気持ちではなく、『ありがとう』の気持ちを持つことを忘れないように」等の趣旨の発言をした。この発言に対し、日本共産党系の広島県原爆被害者団体協議会の金子一士理事長は、「被爆地の市長でありながら被爆者援護に対して無理解だし、広島の実相を知れば、このような発言はできるのか」と非難のコメントを発表した他、日本原水爆被害者団体協議会も発言の撤回を求めた。
同年6月23日の広島市議会定例会にて、この発言について陳謝した。

### 「サンフレッチェは2位でいい」
2013年12月3日に、地元の写真記者らとの懇親会で、サッカーJ1で優勝争いをしているサンフレッチェ広島について、「2位でもいい」という趣旨の発言を行った。翌日の4日に報道陣の取材に発言を認め、「優勝を望んでいると言ったうえで、（今の本拠地に代わる）新スタジアム建設の検討に時間が取れるといいという意味で言った。誤解を受けたことは心からお詫び申し上げます」と話し陳謝した。そして最終節にサンフレッチェ広島は2-0で鹿島アントラーズに勝利し、首位だった横浜F・マリノスは川崎フロンターレに0-1で敗れたことにより逆転優勝となった。その後12月12日に行われた優勝祝賀会ではチーム関係者に対しての謝罪を行い和解に至った。

### 「私が寝たり起きたりしていてはいけないと、マニュアルには書いていない」
2014年8月20日未明に広島市で土砂災害が発生した際、市は20日午前4時15分に最初の避難勧告を発令し、広島県に自衛隊の派遣要請もしたが、松井は避難勧告後も市長公館にとどまり、午前7時15分まで登庁しなかった。これについて松井は22日の記者会見で「寝たり休んだりしながら情報を聞き、対策会議を開くということで関係者を招集した」と述べたが、30日の記者会見で「寝たり休んだりしていた」との説明について改めて問われると「私が寝たり起きたりしていてはいけないと、マニュアルには書いていない」と反論した。

## 人物
- 初の戦後生まれの広島市長であり、また初の被爆2世市長[注 3]である。発言に時折広島弁を用いている。
- 趣味はコーラス、油絵[41]。好きな言葉は「温故知新」[41]。
- 幼少期、ペプシコーラの王冠を集めていた。

## 家族・親族

### 松井家
（広島県広島市東区牛田、広島市中区本川町）
父・明雄は広島の伝統工芸品「銅蟲」職人。平和大通り中町付近、「大地にはえた手」を表すモニュメントにはハトが2羽飾られているが、このハトは、父が造ったものである。43歳で死亡した母親は広島への原爆投下により被爆した。よって松井は被爆2世である。本人によれば「被爆したのは母だが、ほとんど語らなかった。」という。
妻、一男三女あり。

## 年譜
- 1953年1月8日 - 広島県広島市東区牛田で出生[2]
- 1976年 - 京都大学法学部卒業、労働省入省[2]
- 1989年 - 在英国日本国大使館一等書記官[2]
- 1993年 - 労働省婦人局婦人労働課長[2]
- 1994年 - 労働省職業安定局高齢・障害者対策部高齢者雇用対策課長[2]
- 2002年 - 厚生労働省大臣官房総務課長[2]
- 2006年 - 厚生労働省大臣官房総括審議官[2]
- 2008年 - 中央労働委員会事務局長[2]
- 2011年4月 - 広島市長選挙に無所属（自由民主党・公明党推薦）で出馬し、初当選。第36代広島市長就任[2]
- 2015年4月 - 広島市長選挙に無所属（自由民主党・公明党・民主党推薦）で出馬し、2選[45]。
- 2019年4月 - 広島市長選挙に無所属（自由民主党・国民民主党・公明党推薦）で出馬し、3選[46]。
- 2023年4月 - 広島市長選挙に無所属（自由民主党・公明党・連合広島推薦。立憲民主党・国民民主党も事実上支援）で出馬し、4選
- 2024年6月 - 全国市長会会長に選出された[47]。